# St. Josef (Starnberg)

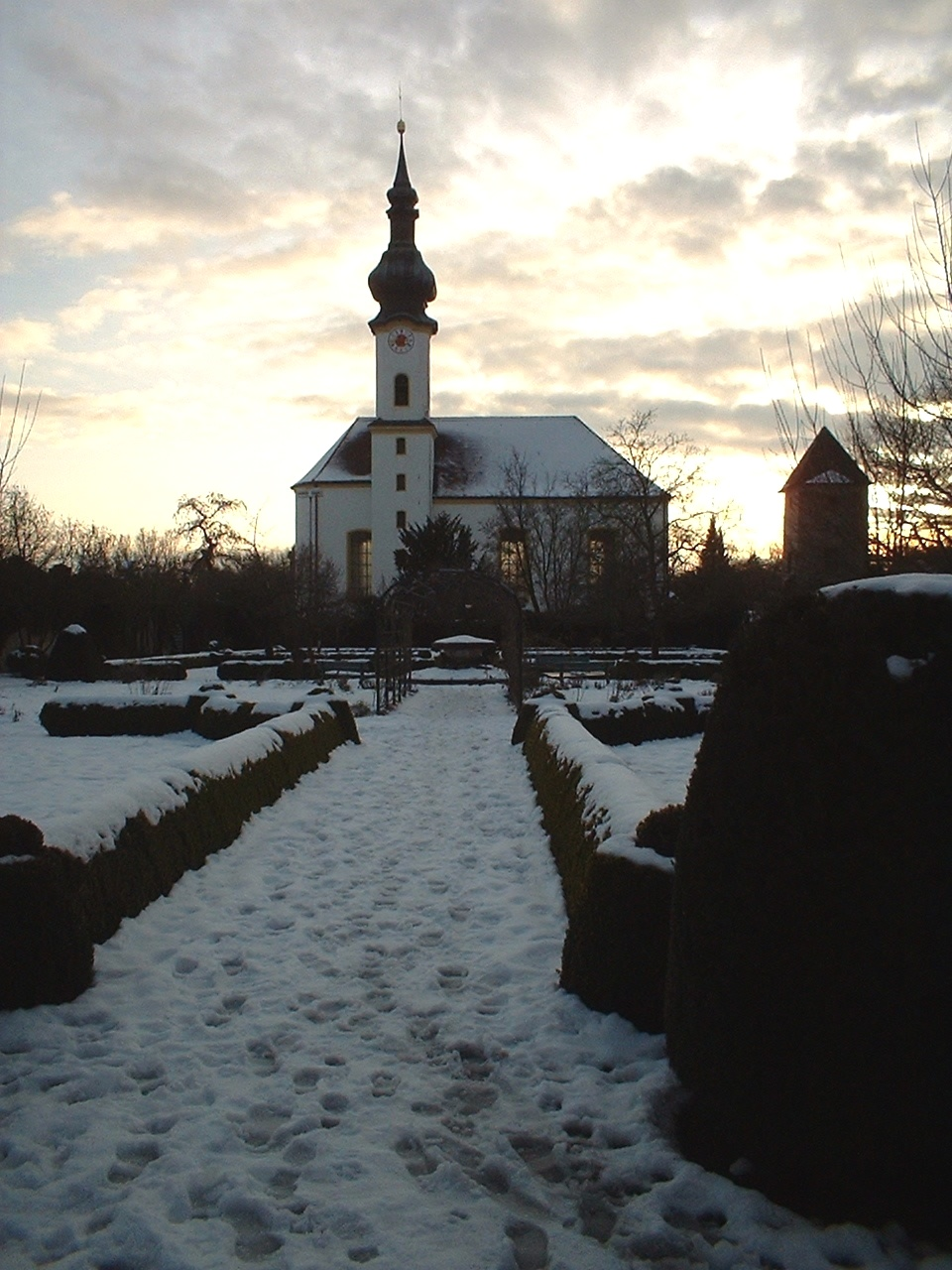
St. Josef von der Nordseite aus dem Schlossgarten im Winter

St. Josef ist eine aus dem Rokoko stammende Filialkirche in Starnberg. Sie entstand in der zweiten Hälfte des 18. Jahrhunderts, bedeutend ist die hohe Qualität der Ausstattung. Am bekanntesten ist der Hochaltar der Kirche, ein als ausgezeichnet geltendes Werk von Ignaz Günther. Die Kirche ist denkmalgeschützt.

## Lage und Namensgebung

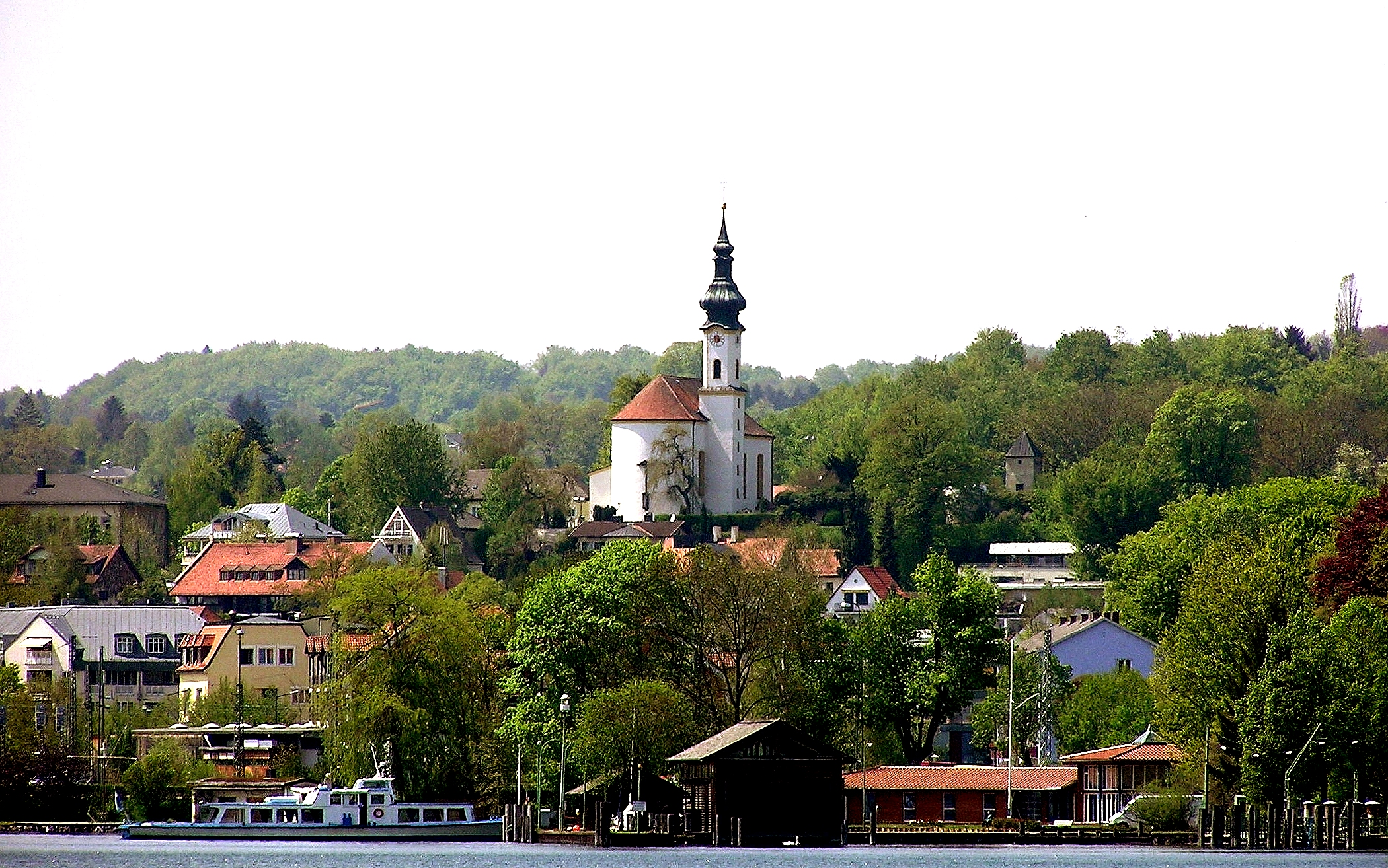
Ansicht von der Seeseite her mit der segmentbogenförmigen Apsis

Die Kirche liegt auf einer Erhebung der Hügelkette auf der Westseite Starnbergs. Sie grenzt unmittelbar an den kleinen Schlossgarten an, der zwischen ihr und dem Schloss Starnberg liegt. Ihr Patrozinium hat sie vom hl. Josef, seit 1764 Patron Bayerns. Dies allerdings erst seit dem 19. Jahrhundert. Ursprünglich war sie gleich sechs Heiligen geweiht, neben Josef noch Maria, Jesus und den Heiligen Petrus, Georg und Sebastian.

## Baugeschichte
Die Lage der Kirche ist kein Zufall. Ursprünglich befand sich an dieser Stelle das Gäste- und Tanzhaus, auch Sommerhaus genannt, des benachbarten damals kurfürstlichen Schlosses aus der Spätgotik, welches nicht mehr genutzt wurde. Kurfürst Maximilian III. Joseph ließ dieses Gebäude niederlegen. Er selbst war Auftrag- und Geldgeber der Kirche, was zweifelsfrei dazu beigetragen hat, dass die Kirche ihre hochwertige Ausstattung erhielt. Die eigentlich veranschlagten Baukosten von 2.145 Gulden stiegen um mehr als das Dreifache im Laufe der Arbeiten. Letztlich kostete das Bauwerk 7.537 Gulden, und darin waren die Kosten für den Hochaltar der Kirche noch nicht enthalten. Die Grundsteinlegung fand am 13. Mai 1764 statt, geweiht wurde die Kirche am 6. August 1770. Als planender Baumeister genannt wird der Wiener Leonhard Matthäus Gießl, die Arbeiten an der Kirche leiteten zwei Personen, zum einen Johann Däxner, danach ab 1765 Matthias Mittermaier.

## Architektur

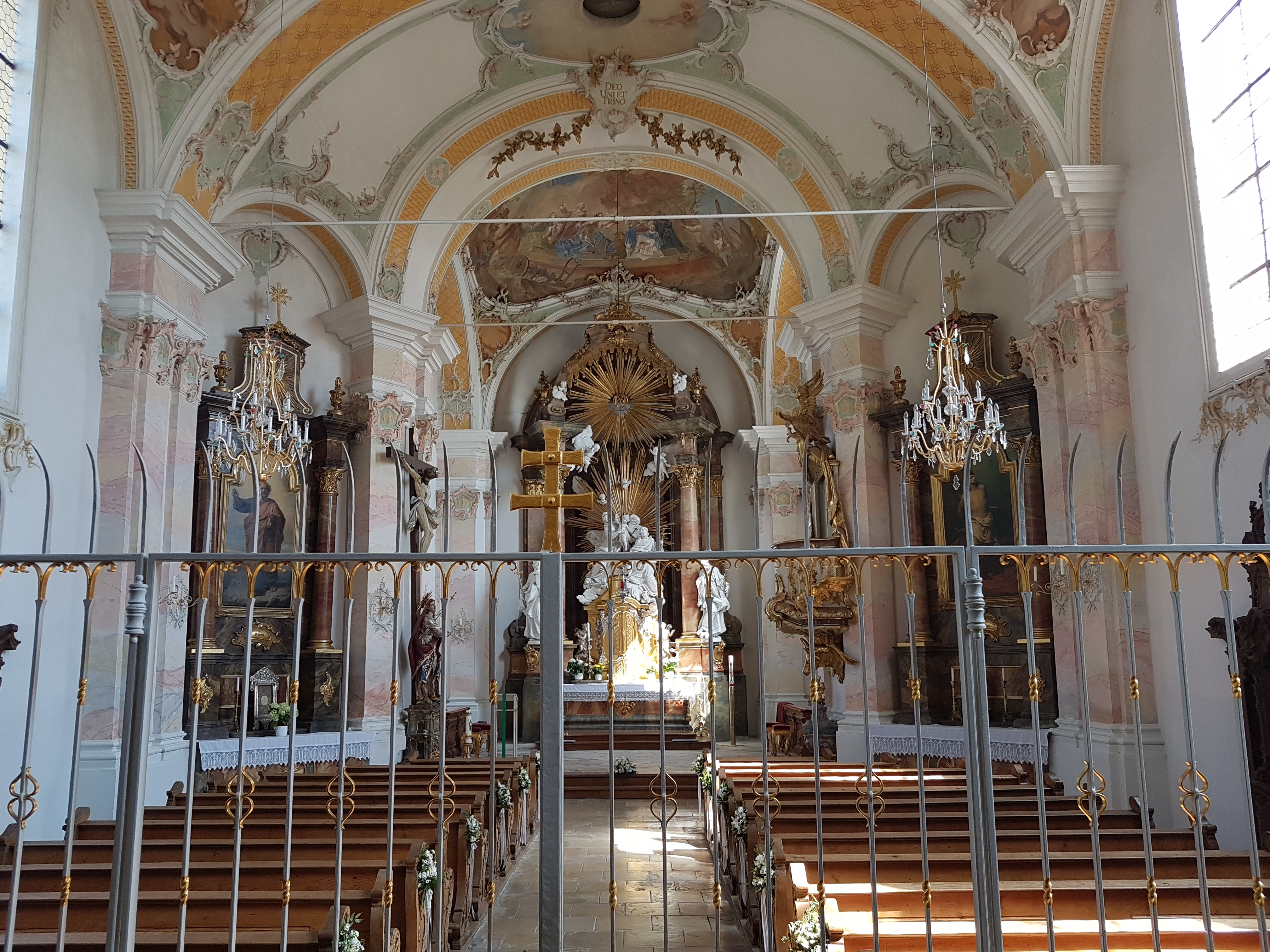
Das Kircheninnere

Die Kirche ist einschiffig mit eingezogenem Chor. Nördlich des Chores erhebt sich der schlanke, dreistöckige Kirchturm. Er ist im unteren Geschoss quadratisch angelegt, geht im mittleren Geschoss in eine oktogonale Struktur über und schließt im Dachgeschoss mit einem – klassisch bayerischen – Doppelzwiebeldach ab. Südlich des Chores schließt sich die kleine Sakristei an. Die zur Seeseite gelegene Apsis ist segmentbogenförmig gehalten. Im Inneren ist das Kirchenschiff in zwei Joche unterteilt, zum Chor hin nochmals mit einem Zwischenjoch. Die bemalten Gurtbögen sitzen auf Pfeilern mit vorgestellten Doppelpilastern auf, die zu den Wandflächen nochmals „halbiert“ wiederholt werden. Die Pilaster folgen grundlegend der korinthischen Ordnung, sind aber im Kapitellbereich stark abgewandelt: von den üblichen Akanthusblüten sind nur die äußeren ausgeführt, zwischen diesen und den ionischen Elementen, den Voluten, ist eine fünfeckige medaillonartige Fläche ausgespart, die eine Variante des Christusmonogramms enthält. Die Pilaster bestehen, trotz des ersten Anscheins, nicht aus Marmor oder Stuckmarmor, sondern sind lediglich marmoriert bemalt. Wegen des eingezogenen Chores ergab sich die Notwendigkeit, den vorderen Pilaster des Pilasterpaares des Triumphbogens schräg in den Raum zu stellen, dies auch, um die rhythmische und elegante Wirkung des Raumes zu erreichen. Diese Art der Architektur erinnert an Arbeiten Borrominis. Die beiden Joche sind flach gekuppelt und ausgemalt, ebenso die Kuppel über dem Chor. Die Stuckaturen des Innenraumes stammen von Franz Xaver Feuchtmayer d. J., im gleichen Zeitraum wie die Fresken geschaffen und sind eindeutig der Wessobrunner Schule zuzuweisen. Auf der Westseite erhebt sich eine zweigeschossige, weiß gehaltene und stuckierte Empore, die auf der oberen Ebene die Orgel der Kirche enthält. Das Pavimentum stammt aus Sonthofener Kalksteinplatten und wurde 1844 verlegt.
Die Kirche insgesamt entstand zwar im Rokoko, die ruhige Stuckatur, die wenigen Vergoldungen und die sehr zurückhaltende, pastellfarbene Ausmalung lassen nach kunstgeschichtlicher Meinung bereits den Übergang in den Klassizismus erkennen. Der Raumeindruck wird empfindlich gestört durch ein neuzeitliches Gitter zwischen den ersten Reihen des Gestühls und der Empore.
Die eigentlichen Eingänge zur Kirche befinden sich, ungewöhnlicherweise, auf den Langseiten jeweils nördlich und südlich des Kirchenschiffes. Der südliche Zugang enthält Gedenktafeln für im Ersten Weltkrieg gefallene oder an ihren Verletzungen später gestorbene Kriegsteilnehmer rechts, für im Deutsch-Französischen Krieg 1870/71 gefallene Soldaten links.

## Ausstattung

### Hochaltar

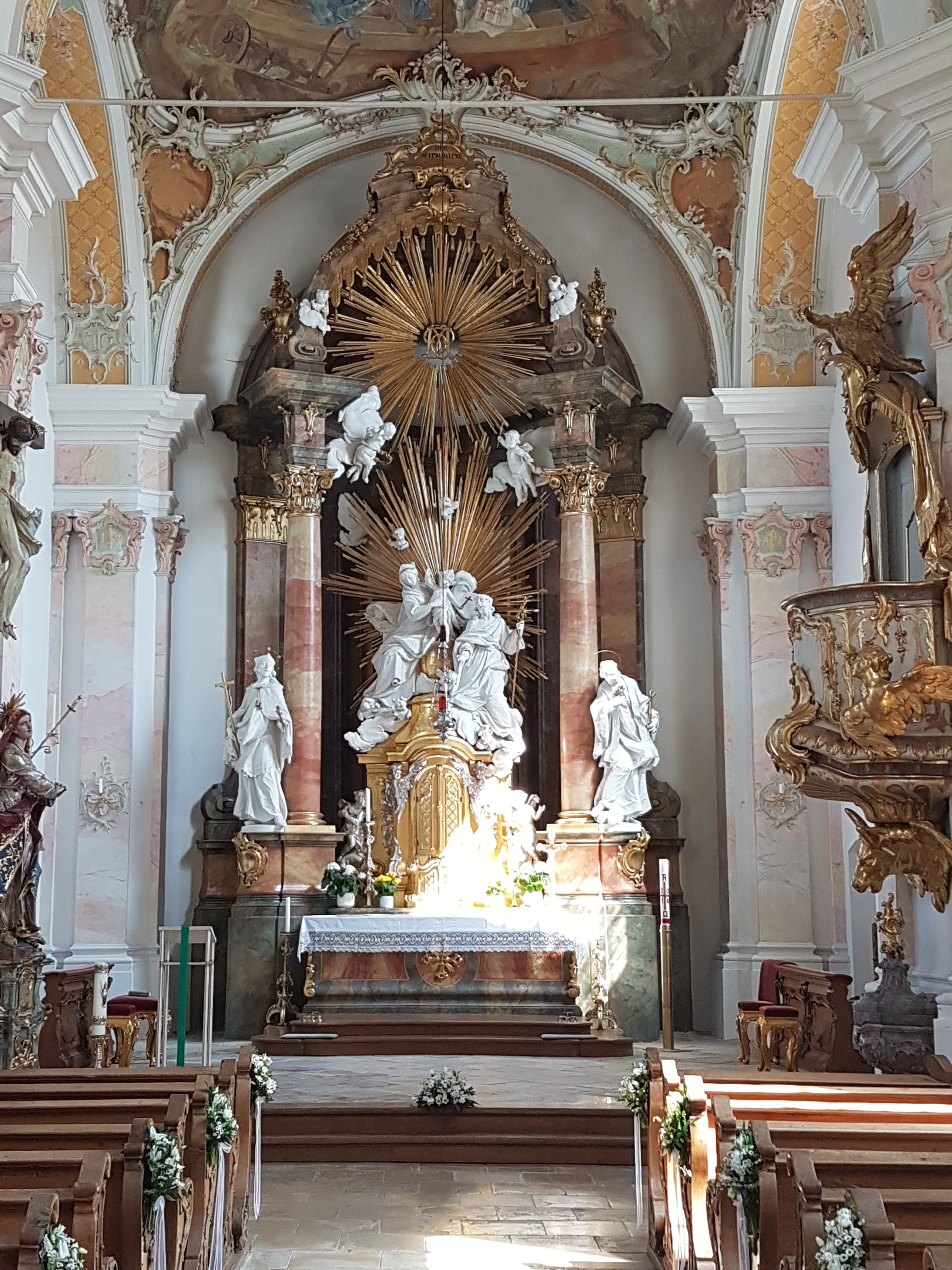
Der Ignaz-Günther-Hochaltar

Höhepunkt der Kirche ist der Hochaltar von Ignaz Günther. Die Gruppe der Heiligen Familie, Maria hält den Jesusknaben, Josef auf der rechten Seite um eine Weltkugel angeordnet, ist aus Lindenholz geschnitzt und die Personen nebst den Putten sind zur Hervorhebung weiß bemalt. Bis auf die Figuren ist der Altar vergoldet. Er bildet ein gedachtes Dreieck vom mittleren, im Strahlenkranz schwebenden Putto bis auf die Wolken links beziehungsweise den liegenden Putto rechts. Ungewöhnlich ist das Fehlen eines Altargemäldes, dessen es aufgrund der Struktur dieser Konstruktion allerdings nicht mehr bedurfte. Begleitet wird der Altar von zwei ebenfalls weiß gefassten Figuren, links dem hl. Johannes Nepomuk und rechts dem hl. Franz Xaver. Der Altar gilt als „raffiniert“ und „ausgezeichnet“.

### Seitenaltäre
Die Seitenaltäre stellen links den hl. Petrus und rechts den hl. Sebastian dar. Beide sind mit ihren Attributen dargestellt, Petrus hält den Himmelsschlüssel, Sebastian hat, entsprechend seinem Martyrium, einen Pfeil in der Seite. Es sind neobarocke Arbeiten, geschaffen 1854. Der Petrusaltar stammt von Wilhelm Hauschild, der Sebastianaltar von Eduard Schwoiser.

### Gestühl und Kanzel

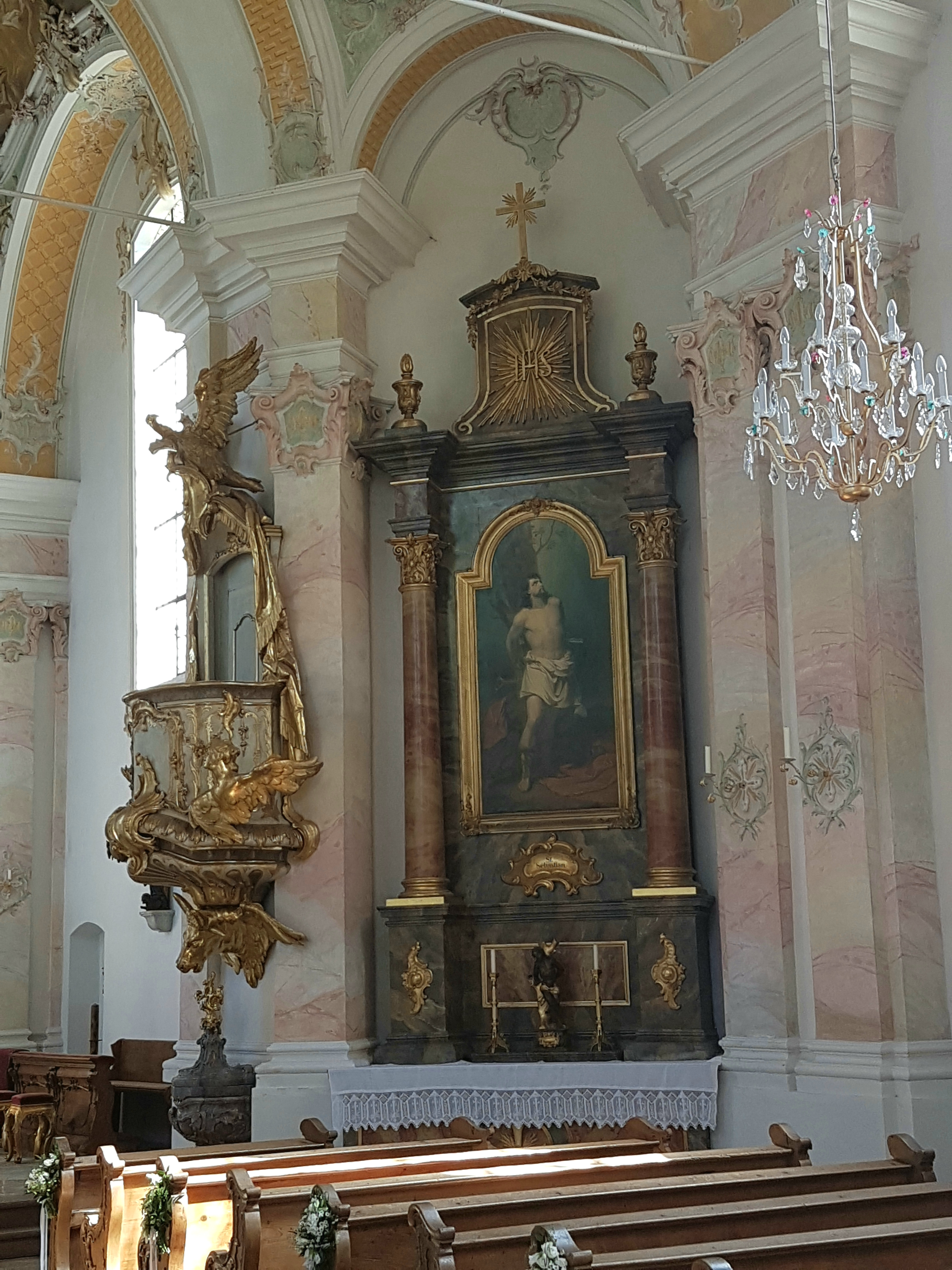
Rechter Seitenaltar und Kanzel

Die Kirchenbänke, die Chorstühle, die Beichtstühle und die unteren Stützen der Westempore sind Arbeiten von Bartholomäus Zwinck, er schuf sie in Murnau 1766.
Ebenfalls von Zwinck gearbeitet ist die vergoldete Kanzel auf dem rechten Pfeiler des Triumphbogens. Sie gilt als „Kabinettstück“ und ist mit den Evangelistensymbolen versehen: auf der Spitze der Kanzel der Adler, am Kanzelkorb Löwe und Mensch und darunter der Stier. Die Kanzel war ursprünglich für die Münchner Elisabethkirche gearbeitet und wurde dort auch eingebaut, sie befindet sich erst seit dem Beginn des 19. Jahrhunderts in St. Josef zu Starnberg.
Das Kruzifix auf der linken Seite dürfte eine Arbeit von Philipp Jakob Rämpl, ebenfalls aus dem 18. Jahrhundert, sein.
Bemerkenswert ist noch ein ehemaliger Gedenkstein für Anna Maria Lung, gestorben 1617. Sie war Hofmeisterin der Gemahlin Herzog Albrechts VI. von Bayern-Leuchtenberg, Herzogin Mechthildis von Leuchtenberg. Der Stein aus Marmor mit einer Kreuzigungsszene dient nunmehr als Oberteil des Weihwasserbeckens an der Nordwand und wurde erst 1848 dort vermauert.

### Fresken

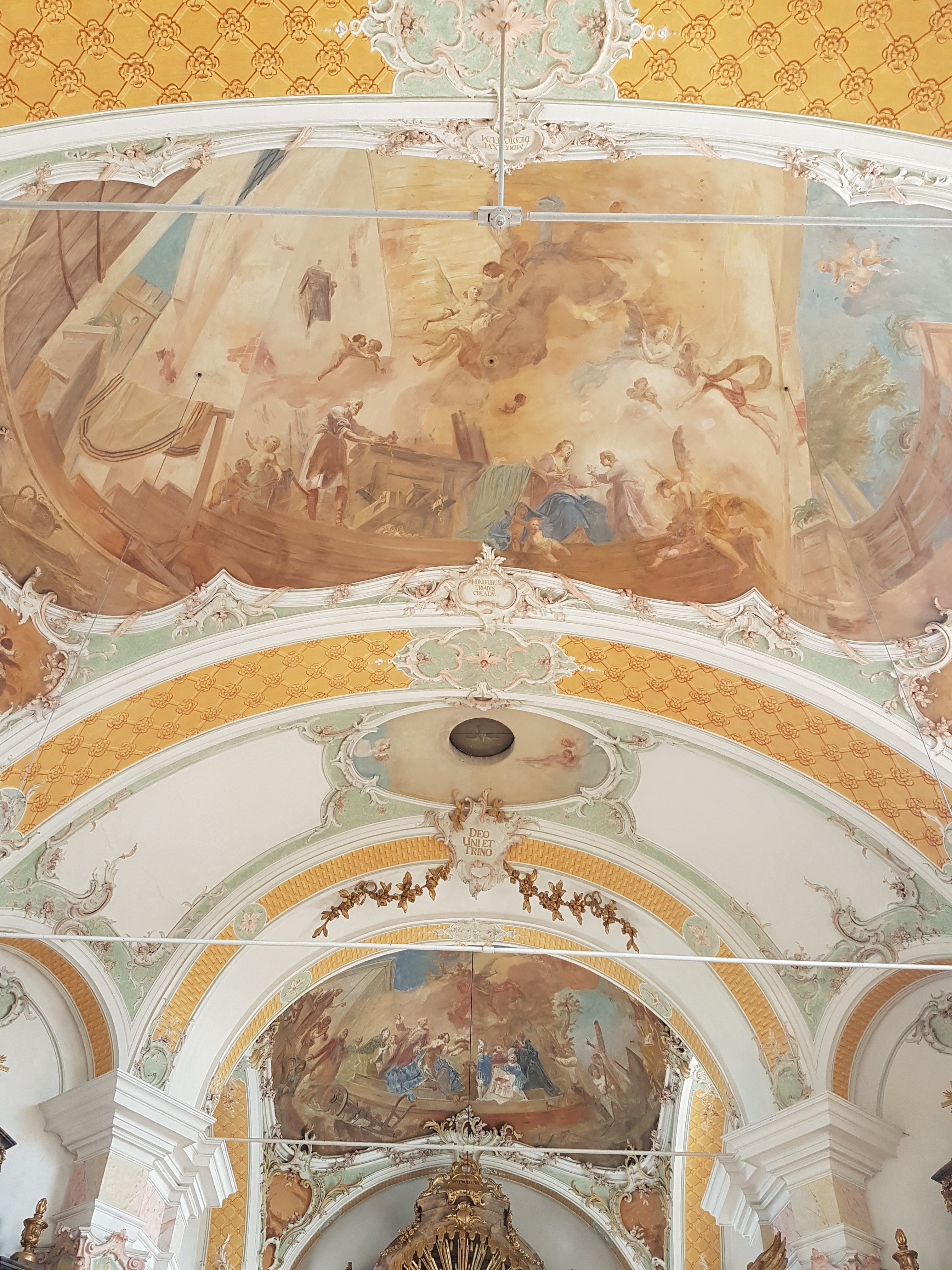
Gewölbefresken

Die flachen Kuppeln des Langhauses sind, wie die Kuppel des Chores, freskiert. Es sind sämtlich Arbeiten von Christian Wink, geschaffen von 1765 bis 1766, es war sein erster vollständiger Zyklus. Sie sind in Trompe-l’œil-Technik ausgeführt, täuschen also die Fortsetzung des Kirchenraumes vertikal in den Himmel vor. Das erste Fresko im ersten Joch oberhalb der Empore zeigt die Divina Providentia, d. h. die Göttliche Vorsehung. Das mittlere Fresko stellt das Alltagsleben der Heiligen Familie in der Zimmermannswerkstatt zu Nazareth dar. Das Kuppelfresko des Chores letztlich enthält die Darstellung Bitte der Stände an Maria und Josef um Fürsprache bei der Hl. Dreieinigkeit. Dargestellt sind verschiedene namentlich bekannte Personen, darunter der damalige kurfürstliche Pfleger Franz Weigl, der damalige Pfarrer Bschaidn und der ständische Pfleger Pentenrieder, nebst Bauern und Fischern, angedeutet durch eine Karre im unteren Freskenteil. Hauptperson des Freskos ist eine weibliche Allegorie Kurbayerns, nach anderer Deutung die Gemahlin des Kurfürsten, Maria Anna von Sachsen selbst. Pagen halten vor ihr ein Abbild des ursprünglich an dieser Stelle vorhandenen Sommerhauses, wodurch dessen Aussehen, neben nur noch einer anderen Quelle, überliefert ist. Die Pendentifs enthalten Darstellungen der Träume eines alttestamentlichen Namensvetters Josefs: es ist Josef, der Sohn Jakobs, von dem im 1. Buch Mose erzählt wird, dass er geträumt hat, dass sich vor ihm Garben, Sonne, Mond und Sterne verneigt haben (Gen 37,7–9 ).
Die Zwickel der beiden Joche des Langhauses enthalten acht Darstellungen von Putten mit verschiedenen Symbolen; sie sind monochrom gearbeitet. Die Putten halten Symbole für diejenigen Eigenschaften, die Josef zuschrieben werden: Reinheit, Gerechtigkeit, Sanftmut, Mäßigung, Fleiß, Gotteserkenntnis, Sparsamkeit – gegenüber dem Eingang der nördlichen Seite mit der Zahl 12.000 auf einem Geldsack – und Tugend auf der anderen Seite oberhalb des Eingangs.

## Orgel
Die Orgel mit 17 Registern auf zwei Manualen und Pedal wurde 1857 von Georg Beer gebaut und von Georg Summer im Jahr 1894 umgebaut. Die Disposition lautet seitdem:
| I Manual    |       |
| Bourdon     | 16′   |
| Principal   | 8′    |
| Flöte       | 8′    |
| Gambe       | 8′    |
| Dolce       | 8′    |
| Octave      | 4′    |
| Flöte       | 4′    |
| Quinte      | 2 ⁄3′ |
| Superoctave | 2′    |
| Mixtur      | 2′    |

| II Manual       |    |
| Geigenprincipal | 8′ |
| Gedackt         | 8′ |
| Salicional      | 8′ |
| Harmonika       | 8′ |
| Gemshorn        | 4′ |

| Pedal    |     |
| Subbaß   | 16′ |
| Octavbaß | 8′  |

- Koppeln: II/I, I/P, II/P
- Bemerkungen: Schleifladen, mechanische Spiel- und Registertraktur